# Patrycja Gil
Patrycja Gil (ur. 29 kwietnia 1999) – polska zapaśniczka walcząca w stylu wolnym. Zajęła dwunaste miejsce na mistrzostwach świata w 2021. Ósma w Pucharze Świata w 2020. Brązowa medalistka mistrzostw Europy w 2024 roku. 
Wicemistrzyni świata U-23 w 2022, a także Europy U-23 w 2021 i 2022. Mistrzyni świata juniorów i trzecia na ME w 2019 roku. Zdobyła sześć medali mistrzostw Polski, w tym tytuł mistrzyni w 2020, 2021 i 2022 roku.